# کریپتوزانتین
کریپتوزانتین (به انگلیسی: Cryptoxanthin) با فرمول شیمیایی C40H56O یک ترکیب شیمیایی با شناسه پاب‌کم 9009 است. که جرم مولی آن ۵۵۲٫۸۵ گرم بر مول می‌باشد. 